# 機利臣街

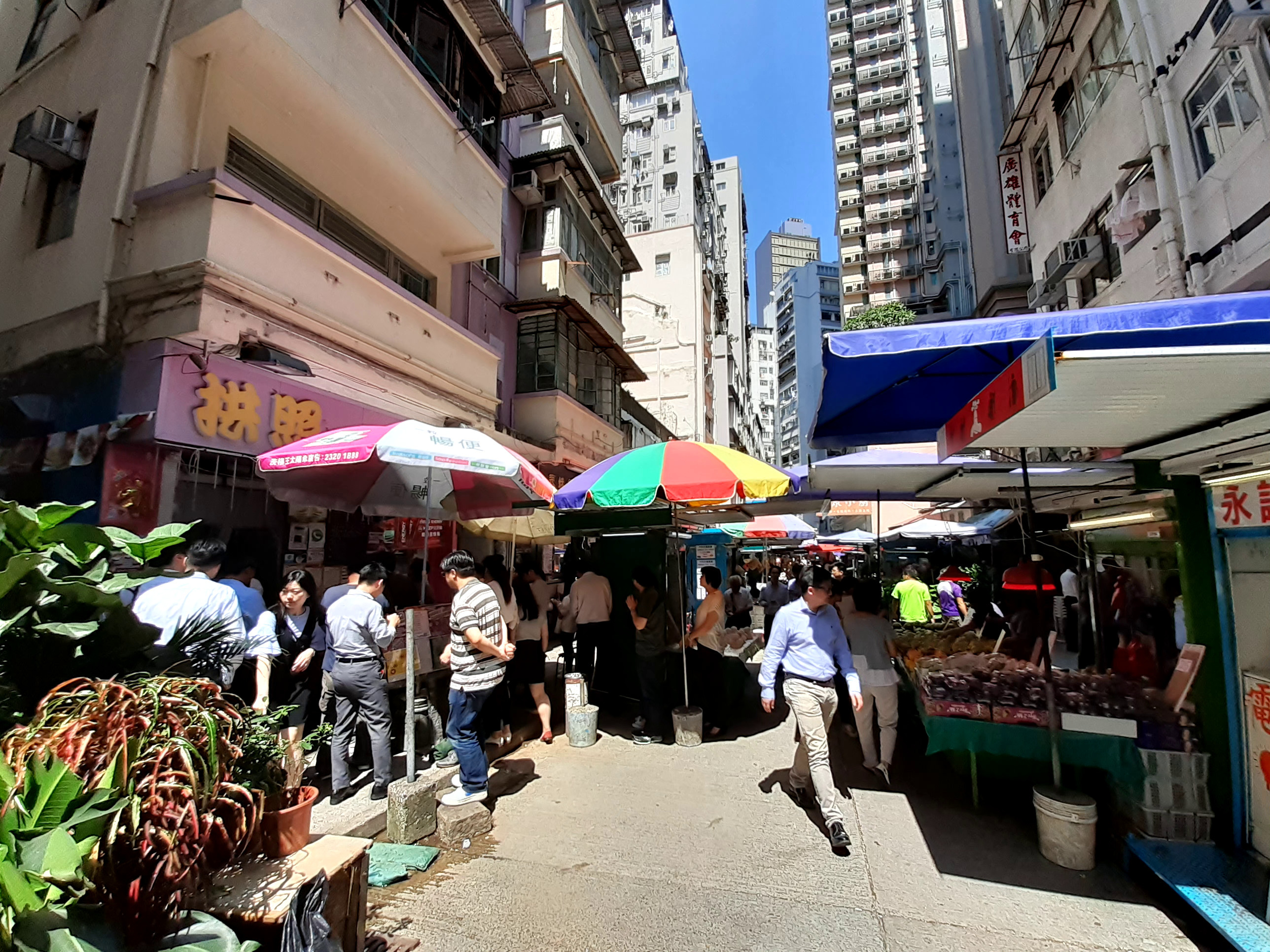
機利臣街

機利臣街（英語：Gresson Street），是位於香港島灣仔區灣仔的一條街道。 機利臣街的南端位於皇后大道東90號，見聖佛蘭士街。機利臣街的北端在莊士敦道20號，正接循道衛理香港堂的分域街。
1918年1月22日，一幫匪徒匿藏在機利臣街一幢樓宇內，大隊警員到場搜捕，雙方爆發警匪槍戰，共造成九人死亡，包括六名警員及三名匪徒。

## 特色

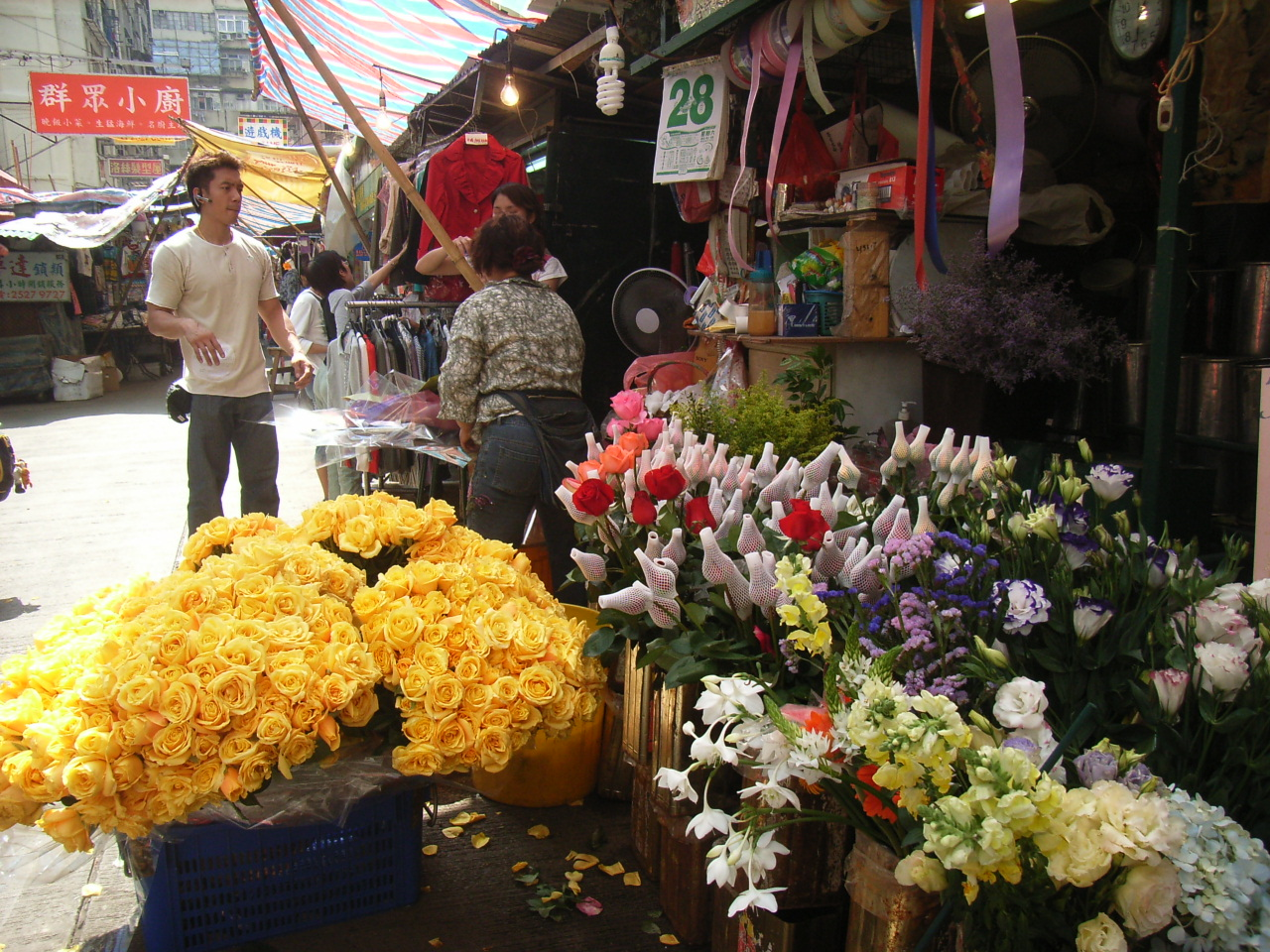
機利臣街上有賣花的檔販
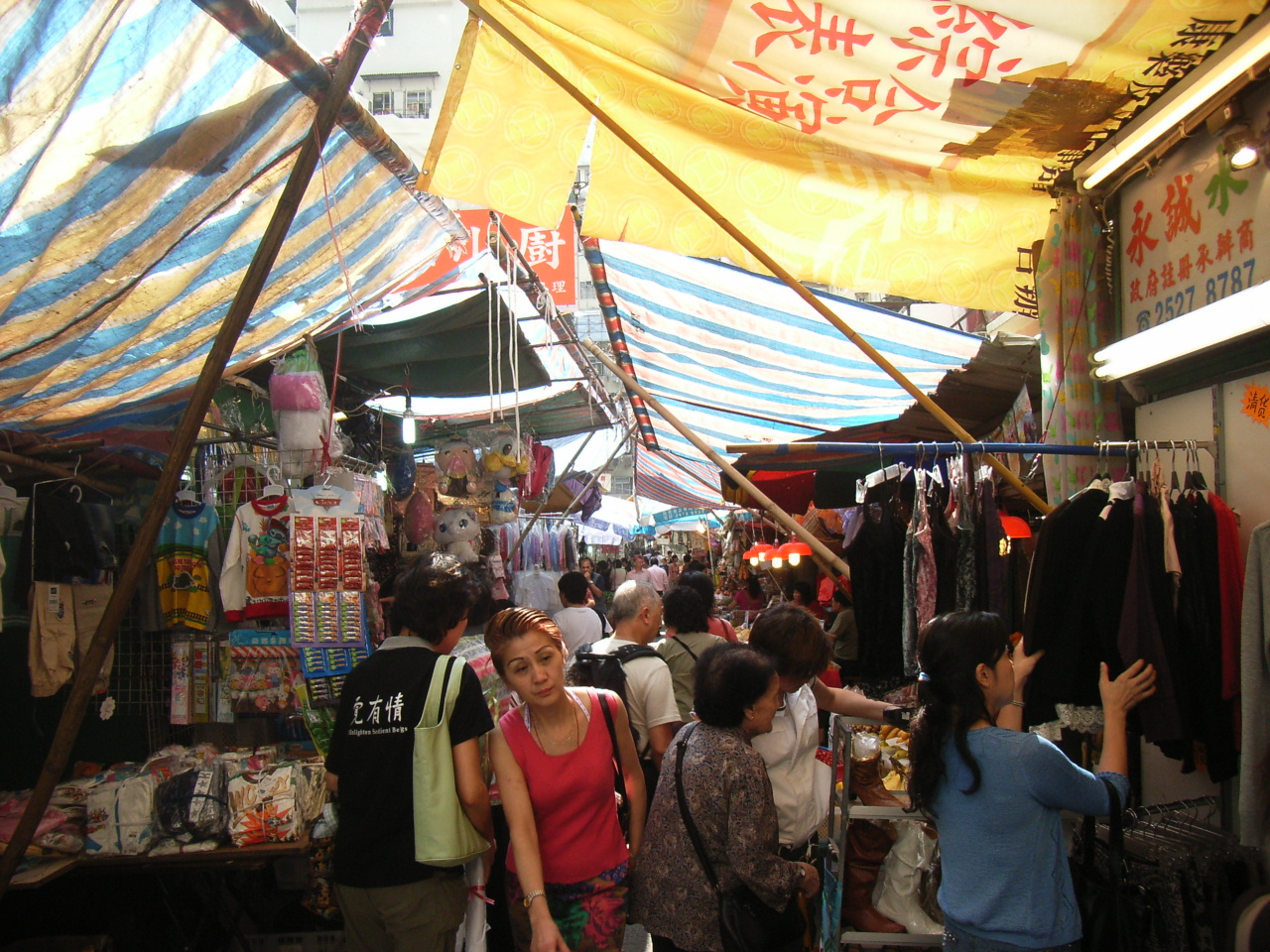
機利臣街上街販兩排立，行人中間過，是傳統市場的風光。
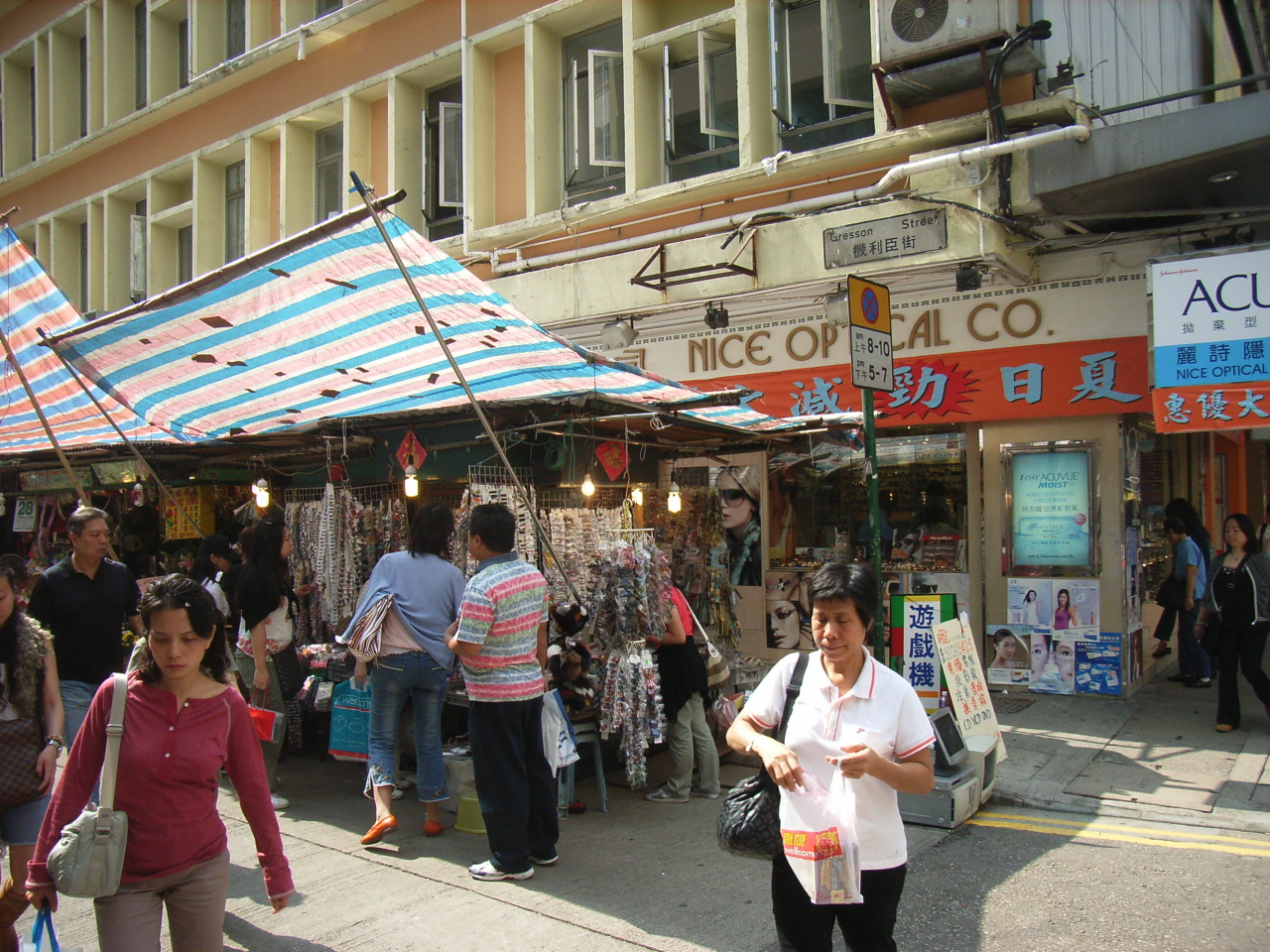
機利臣街的檔販（2006年）
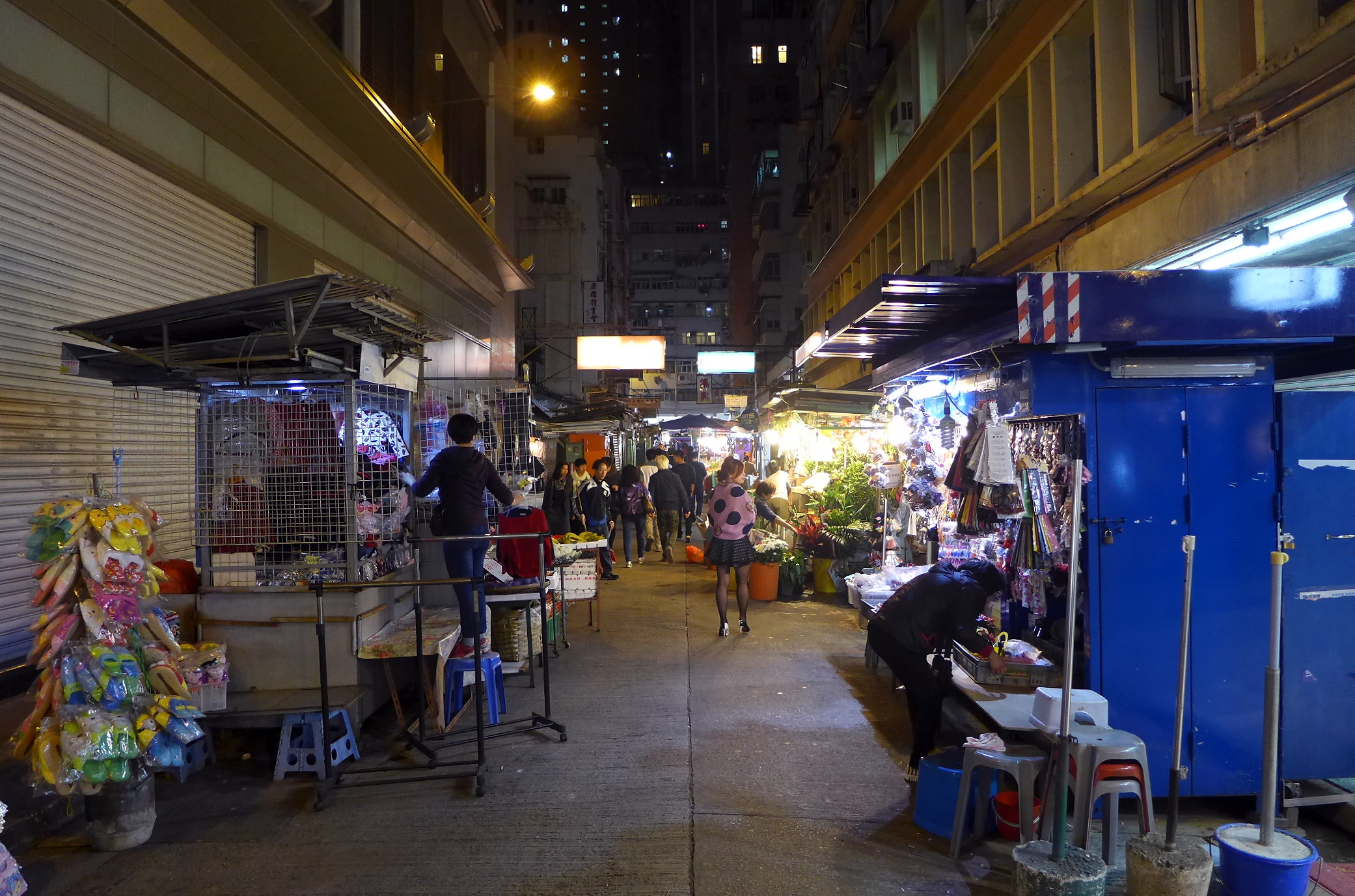
晚上的機利臣街（2015年）

## 外部連線
- 香港灣仔機利臣街的地圖 （页面存档备份，存于）
- 1918年機利臣街警匪槍戰的圖片[永久]